# هال فرنسيس
هال فرنسيس (بالإنجليزية: Hal Holman)‏ هو فنان أسترالي، ولد في 29 أغسطس 1922 في أستراليا، وتوفي في 20 يونيو 2016.